# スチュワート・マスコウィッツ
スチュワート・マスコウィッツ（Stewart Moskowitz、1941年7月6日 - 2017年5月23日）は、アメリカ合衆国のイラストレーター。

## 来歴
ニューヨーク州ブルックリン区出身。幼少期から、彫刻家である父の影響を受ける。オーティス・アート・インスティテュート卒業。
日本では、エアブラシを用いた『なるほど!ザ・ワールド』や『出たMONO勝負!』（どちらもフジテレビ）のキャラクターデザインなどで知られる。さくら銀行のマスコットには恐竜キャラのパラサ&ディンキーダイノスが起用され、預金通帳に描かれた。「組織」（ペンギン）や「ホワイト ブラザーズ」（ウサギ）など動物をモチーフにした作品も多い。
2017年5月23日、末期がんのためカリフォルニアの自宅で死去。

## 著書
- もしもタヌキが世界にいたら （講談社 1984年）
- マスコウィッツ・ワールド 扶桑社 1990年）
- きいろい恐竜くん パラサと仲間たちの冒険 （扶桑社 1993年）
- さかさ三日月の夜 （扶桑社 1994年）
- きいろい恐竜くん2 ボクらの惑星プラネットザウルスを救え （扶桑社 1996年）